# Laura Ziskin
Pour les articles homonymes, voir Ziskin.
Laura Ziskin, née le 3 mars 1950 à San Fernando Valley, et morte le 12 juin 2011 à Santa Monica, est une productrice et scénariste américaine.

## Biographie

### Jeunesse & débuts
Laura Ellen Ziskin naît le 3 mars 1950 à San Fernando Valley, en Californie.

### Décès
Laura Ziskin est décédée d'un cancer du sein, le 12 juin 2011, à Santa Monica, en Californie.

## Filmographie

### Comme  productrice

#### Cinéma
- 1987 : Sens unique de Roger Donaldson
- 1991 : Quoi de neuf, Bob ? de Frank Oz
- 1992 : Héros malgré lui de Stephen Frears
- 1995 : Prête à tout de Gus Van Sant
- 2002 : Spider-Man de Sam Raimi
- 2004 : Spider-Man 2 de Sam Raimi
- 2005 : Furtif de Rob Cohen
- 2007 : Spider-Man 3 de Sam Raimi
- 2012 : The Amazing Spider-Man de Marc Webb
- 2013 : Le Majordome de Lee Daniels

### Comme scénariste

#### Cinéma
- 1991 : Quoi de neuf, Bob ? de Frank Oz
- 1992 : Héros malgré lui de Stephen Frears